# Chelonoidis abingdonii
La tortuga gigante de Pinta  (Chelonoidis abingdonii ) es una especie extinta que habitó de manera endémica en la isla Pinta de las islas Galápagos, Ecuador. Es una de las diez especies de tortugas gigantes nativas de dicho archipiélago. Fue descrita por primera vez por Albert Günther en 1877 y la especie se extinguió al morir su último ejemplar en 2012. El término binomial abingdonii hace referencia al otro nombre con el que se conoce a la isla Pinta: isla de Abingdon.  Integra el complejo de especies denominado: Complejo Chelonoidis nigra.

## Descripción
La tortuga gigante de Pinta está relacionada genéticamente con las especies de San Cristóbal y Española. Su caparazón tenía la forma de una silla de montar. La parte anterior era más estrecha y comprimida, y levemente elevada, mientras que la parte posterior era más ancha y redondeada. Dada su dieta compuesta por la vegetación alta de la isla, su cuello era alargado y podía elevarse notablemente para alcanzar las ramas más elevadas.

## El Solitario George

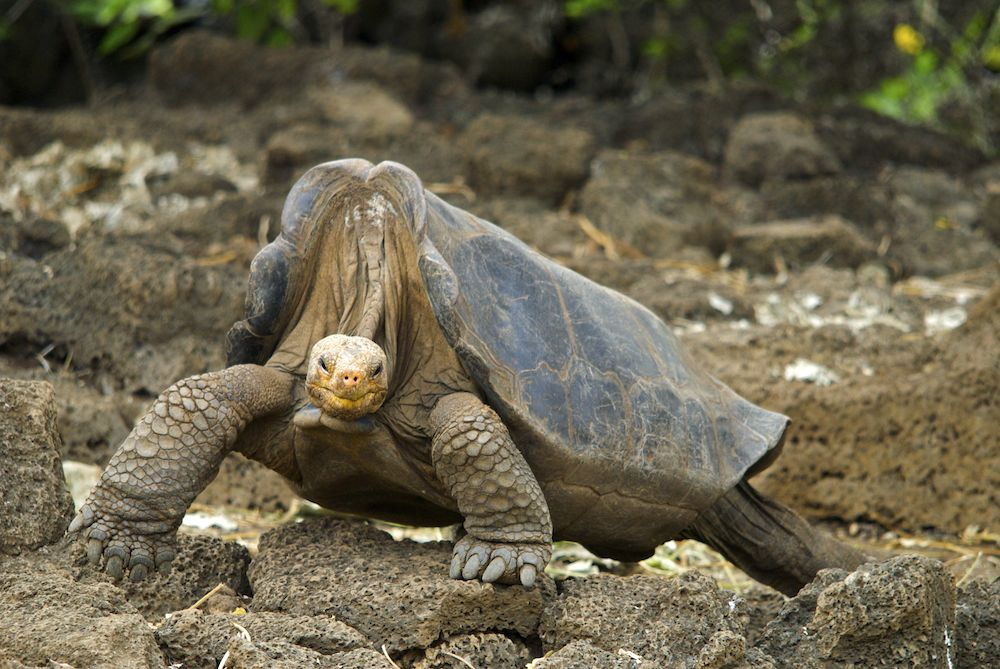
Solitario George dando un paseo, en 2008.

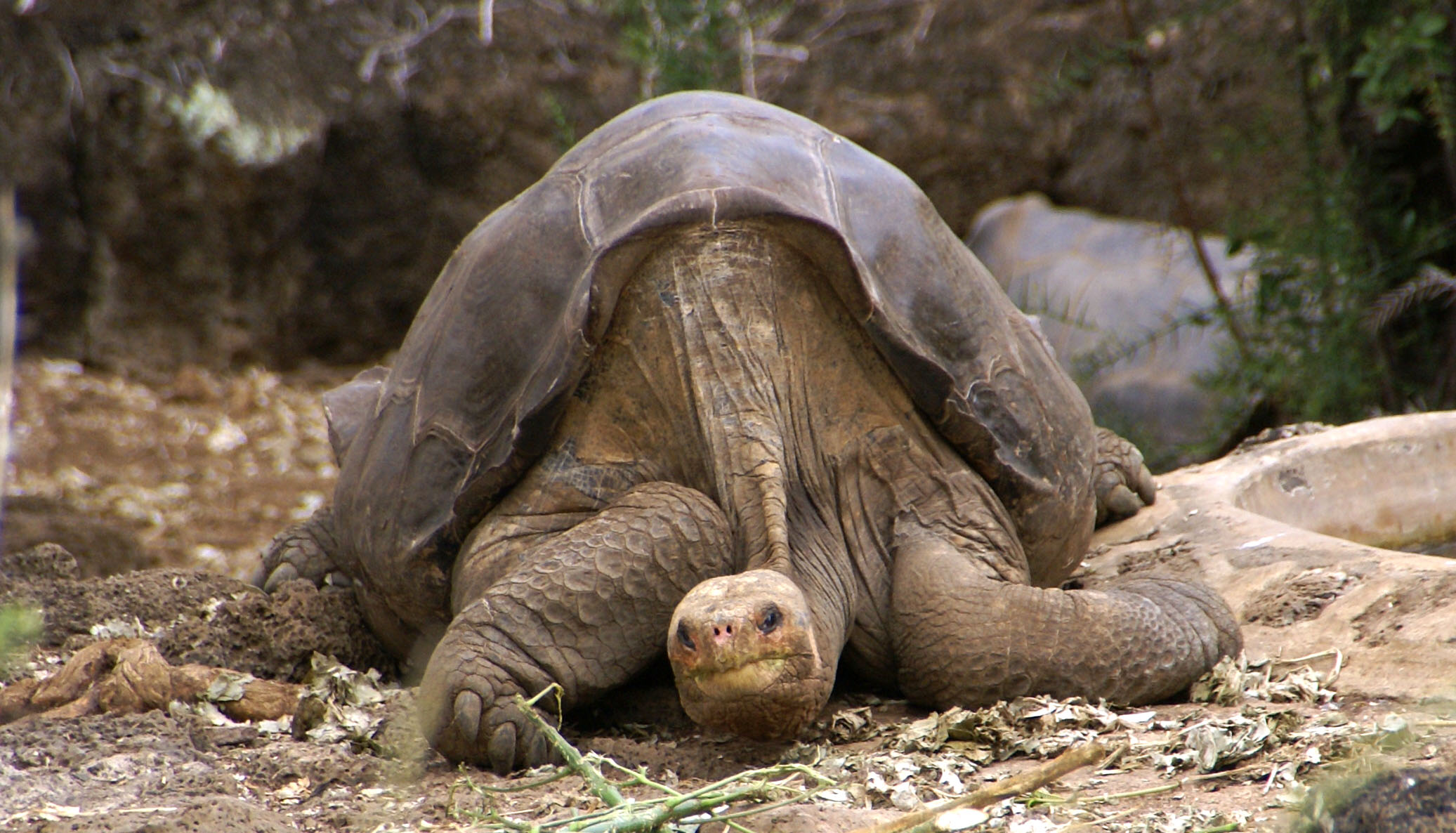
Vista frontal del animal.

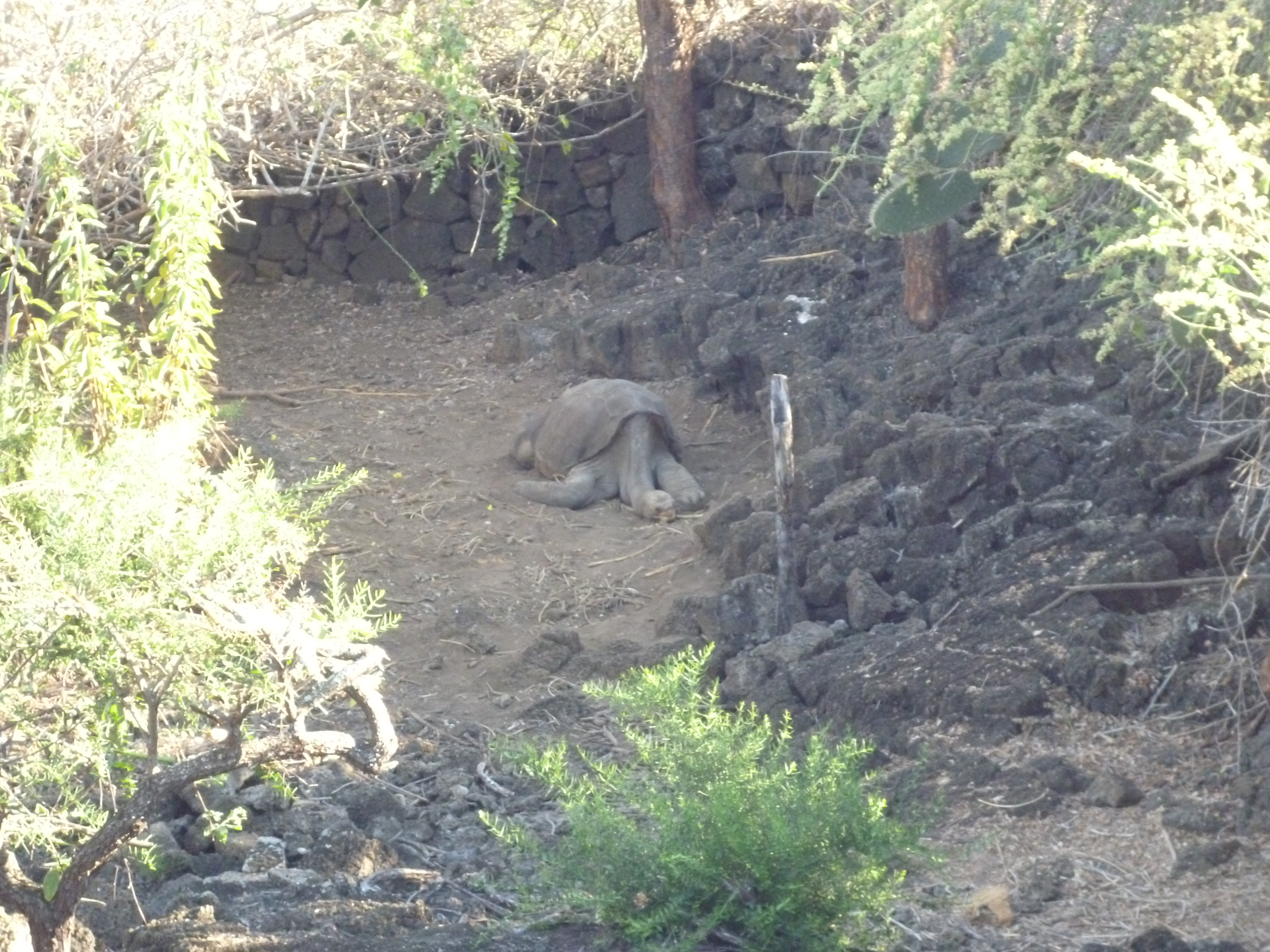
Solitario George, foto tomada en diciembre de 2011; los científicos estiman que tenía alrededor de 112 años de edad cuando murió, el 24 de junio de 2012.

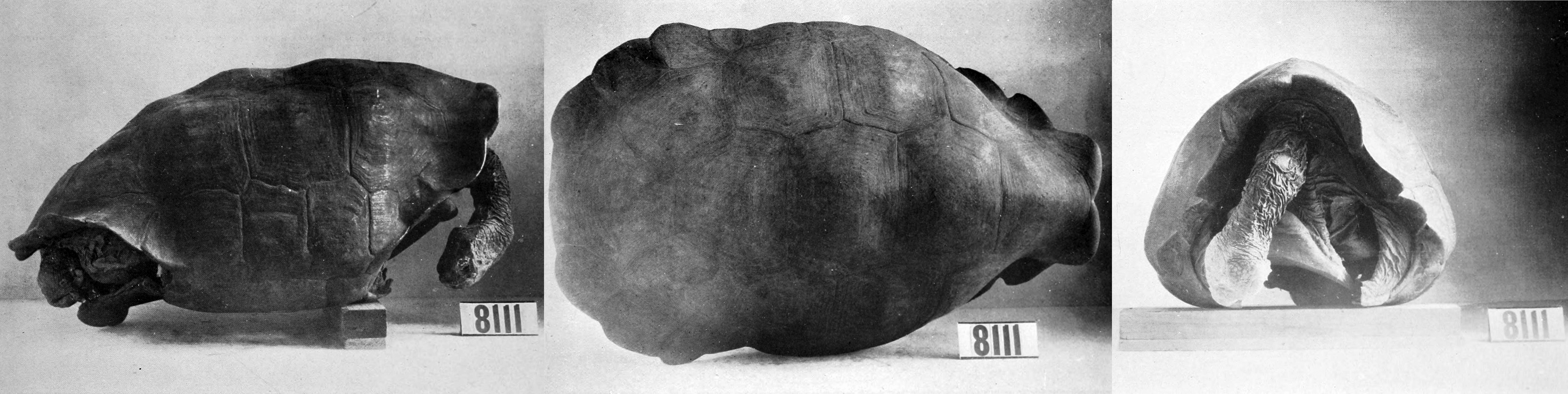
Espécimen muerto.

El ejemplar macho conocido como el Solitario George fue el último individuo vivo de esta especie. En 1972 fue encontrado en la isla Pinta por unos cazadores de cabras, y se le puso tal nombre presuntamente por el personaje que interpretara el actor George Gobel. Lo reubicaron en la Estación Científica Charles Darwin, donde George fue encerrado junto con dos hembras de una especie similar (Chelonoidis becki, del volcán Wolf), con la esperanza de que sus genes fuesen retenidos en su descendencia.
Se estima que George nació entre 1903 y 1919 (las Tortugas de Galápagos pueden vivir entre ochenta y ciento treinta años o más). Se completó un prolongado esfuerzo para quitar las cabras introducidas en la isla de George, y ya la vegetación de la isla está volviendo a ser lo que era antes.
Se esperaba que George tuviera hermanos en la isla Pinta y se les buscó para que la especie persistiera. También era posible un cruce con una especie similar. Se llegó a ofrecer a los parques zoológicos una recompensa de diez mil dólares por la confirmación de una hembra en isla Pinta de las Galápagos.

### Evolución del programa de cría
Durante el año 2008, se descubrió que las hembras que acompañaban al Solitario George habían puesto un total de dieciséis huevos; sin embargo, ninguno resultó ser fértil. En el año 2009, se descubrieron cinco nuevos huevos igualmente infértiles; lo que terminó con las esperanzas de salvar la especie de la extinción total.

### Extinción de la especie
Tras su larga vida, el Solitario George falleció el día 24 de junio de 2012; esto dio lugar a la extinción de esta especie.
Ese día el parque nacional Galápagos anunció su muerte, en su cuenta de Twitter, con el siguiente mensaje:

«La DPNG lamenta informar que el #SolitarioGeorge, último individuo de la especie de la isla Pinta ha muerto. Se practicará necropsia».
La Dirección del Parque Nacional Galápago en su cuenta de Twitter

Según la dirección del parque, a las 08:00 h, su compañero y cuidador Fausto Llerena lo encontró muerto en su corral. El cuerpo del Solitario George estaba en posición como dirigiéndose al bebedero. Inicialmente los expertos encargados presumen un paro cardíaco; pero la necropsia ha indicado que el Solitario George murió por causas naturales.

## Extinción
En el siglo XIX los barcos de esclavos se llevaban cientos de tortugas porque eran buena fuente de comida, lo que disminuyó su población hasta llevarla a la extinción.
Las cabras que introdujeron en la isla Pinta dejaban a las tortugas sin alimento, lo cual hizo que disminuyera mucho la población de tortugas gigantes de isla Pinta.